# Rana celebensis
Rana celebensis là một loài ếch trong họ Ranidae. Chúng là loài đặc hữu của Indonesia.
Các môi trường sống tự nhiên của chúng là các khu rừng ẩm ướt đất thấp nhiệt đới hoặc cận nhiệt đới, sông, đầm nước ngọt, và các khu rừng trước đây bị suy thoái nặng nề. Loài này đang bị đe dọa do mất môi trường sống.